# Spectrumveiling
Een spectrumveiling is een door de overheid uitgeschreven veiling van licenties voor het gebruik van bepaalde frequentiebanden uit het elektromagnetisch spectrum. Wereldwijd werden door de overheid frequentiebanden voor UMTS geveild. In Nederland werden in 2001 UMTS-licenties geveild. telecombedrijven moesten grote leningen aangaan om de verworven licenties te financieren.
De veilingopbrensten waren in Nederland in 1998 816,8 miljoen euro, in 2000 2.677,3 miljoen euro, in 2010 2,6 miljoen euro, en in 2012 3.804 miljoen euro.

## Verenigde Staten
In de Verenigde Staten heeft in 2008 een  veiling plaatsgevonden van licenties voor het gebruik van de 700MHz-band. Deze frequenties werden tot februari 2009 gebruikt door televisiestations voor analoge tv-uitzendingen. Deze frequenties zijn vrijgekomen, omdat de Verenigde Staten intussen volledig op digitale tv-uitzendingen is overschakeld. In  2011 heeft opnieuw een veiling van frequenties in 700MHz-band plaatsgevonden, omdat bepaalde frequenties niet waren verkocht of bieders nalatig waren om te betalen.